# Ґурське (Кольненський повіт)
Ґурське (пол. Górskie) — село в Польщі, у гміні Кольно Кольненського повіту Підляського воєводства.
Населення — 96 осіб (2011).

## Демографія
Демографічна структура станом на 31 березня 2011 року:
|          | Загалом | Допрацездатний вік | Працездатний вік | Постпрацездатний вік |
| -------- | ------- | ------------------ | ---------------- | -------------------- |
| Чоловіки | 44      | 11                 | 29               | 4                    |
| Жінки    | 52      | 9                  | 30               | 13                   |
| Разом    | 96      | 20                 | 59               | 17                   |